# Ryan Hunter-Reay
Ryan Hunter-Reay, född den 17 juni 1980 i Dallas, Texas, USA, är en amerikansk racerförare.

## Racingkarriär
Hunter-Reay vann Skip Barber Formula Dodge 1999, och började sedan tävla i Champ Car Atlantic Championship, där han 2002 slutade på sjätte plats efter att ha bland annat let flest varv under säsongen. Han fick göra sin debut i CART 2003, och han vann sin första tävling i serien på Surfers Paradise Circuit samma år. 2004 slutade Hunter-Reay på nionde plats totalt, efter att ha vunnit på Milwaukee Mile. Han hade inte många sponsorer, vilket satte honom i en dålig Rocketsportsbil för 2005, där han var relativt jämn med den senare formel 1-föraren Timo Glock. Det räckte dock bara till en femtonde plats totalt. Efter att ha tävlat i A1GP under 2006-2007 fick Hunter-Reay chansen i Rahal Letterman Racing under säsongen 2007, vilket sedan gav en full säsong 2008, där han slutade på en nionde plats efter att ha tagit en överraskande seger på Watkins Glen. Stallets IndyCar-avdelning lades efter säsongen ned, vilket gjorde Hunter-Reay arbetslös under försäsongen 2009. Han fick dock i ett sent skede kontrakt med Vision Racing, och han blev sedan sensationellt tvåa redan i sin debut med sitt nya stall i Saint Petersburg.